# Idioma sango
Sango es una lengua criolla de África con léxico principalmente del grupo ubanguiano. Es la lengua nacional y verdadera lengua franca de la República Centroafricana.
Desde el punto de vista lingüístico, el sango es una lengua criolla de base ubanguiana. 
- Datos: Q33954